# Potatau I

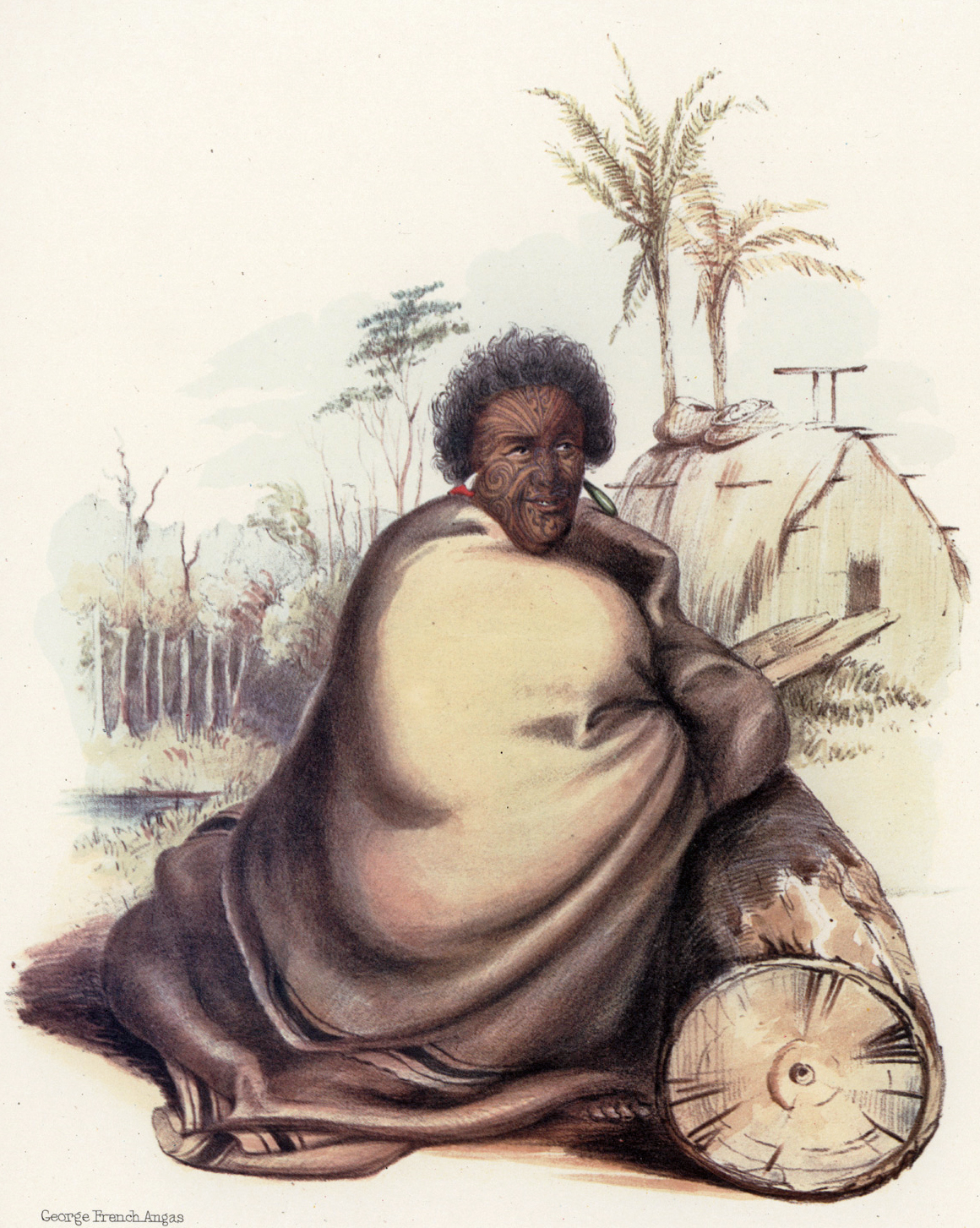
Portret van Pōtatau door George French Angas

Potatou I (c. 1800 - 1860) was de eerste koning van de Maori's in Nieuw-Zeeland.
Zijn kroning in 1857 was het resultaat van het streven van het volk naar het verenigen van de Maori onder één leider. De koning kreeg de opdracht het verhandelen van Maori-land te voorkomen en tegenwicht te bieden tegen het invloedrijke Britse vorstenhuis (in die tijd Koningin Victoria). Na zijn dood werd hij opgevolgd door zijn zoon Tāwhiao I.
Pōtatau Te Wherowhero ·
Tawhiao ·
Mahuta Tawhiao ·
Te Rata Mahuta ·
Koroki Mahuta ·
Te Atairangikaahu ·
Tuheitia Paki ·
Ngā Wai Hono i te Pō
- Library of Congress Control Number: n93121391
- Museum of New Zealand Te Papa Tongarewa: 67771
- Virtual International Authority File: 60765739
- WorldCat: E39PBJfrRm7g6rfwKbcRM4bjmd